# Hamadryas
A Hamadryas a rovarok (Insecta) osztályának a lepkék (Lepidoptera) rendjébe, ezen belül a tarkalepkefélék (Nymphalidae) családjába tartozó Biblidinae alcsalád egyik neme.

## Rendszerezés
A nembe az alábbi 19 faj tartozik:

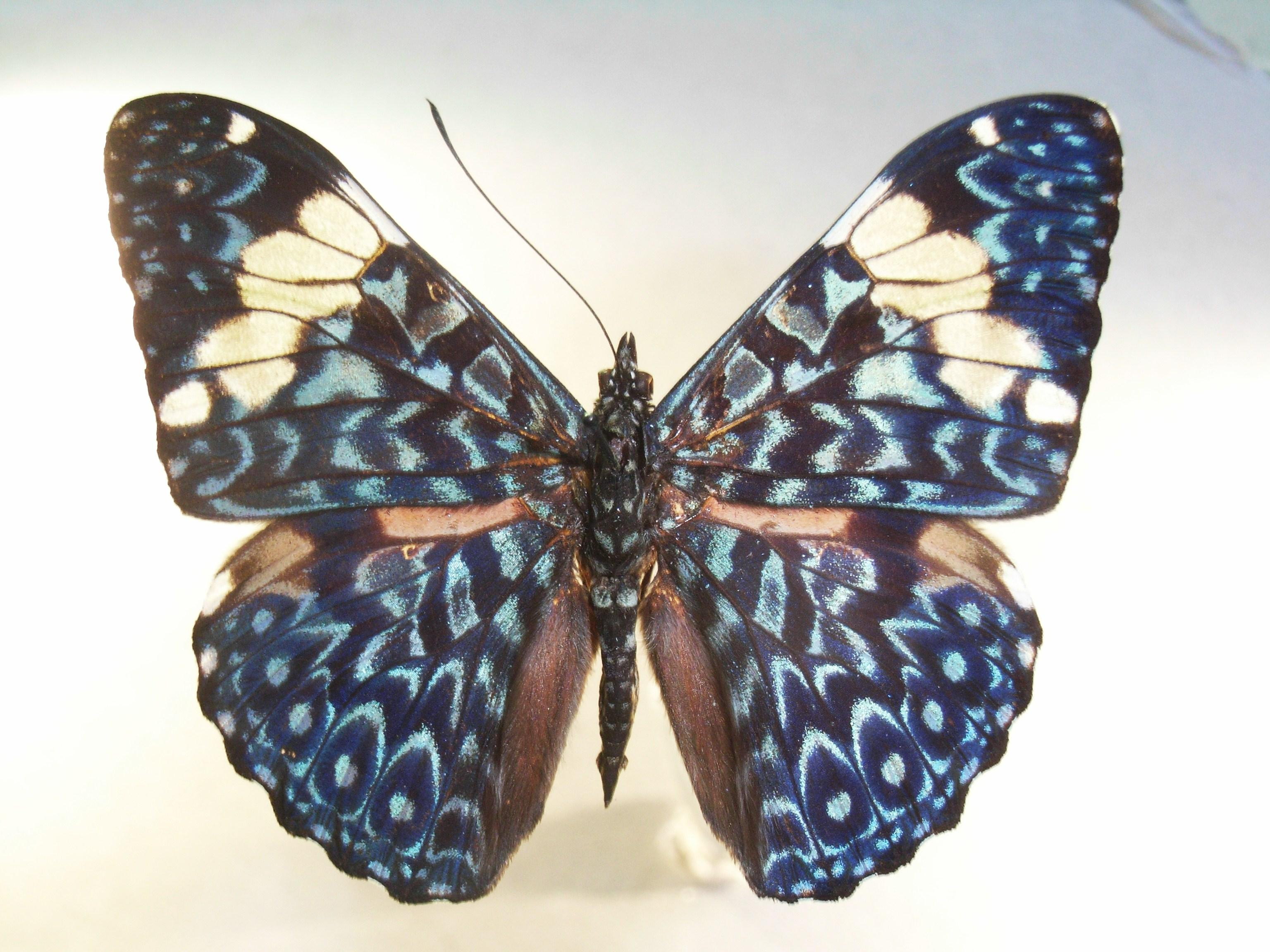
Hamadryas albicornis
- Hamadryas alicia
- Hamadryas amphichloe
- Hamadryas amphinome
- Hamadryas arete
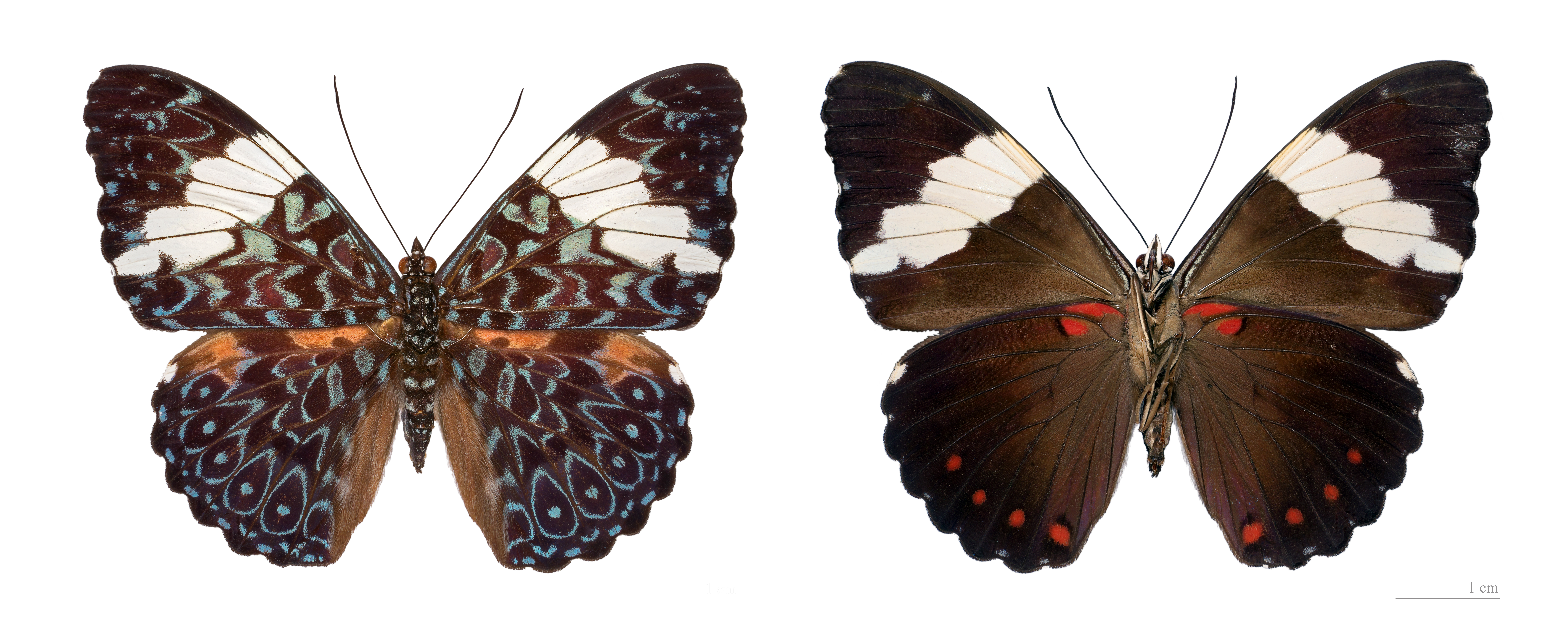
Hamadryas arinome
- Hamadryas atlantis
- Hamadryas belladonna
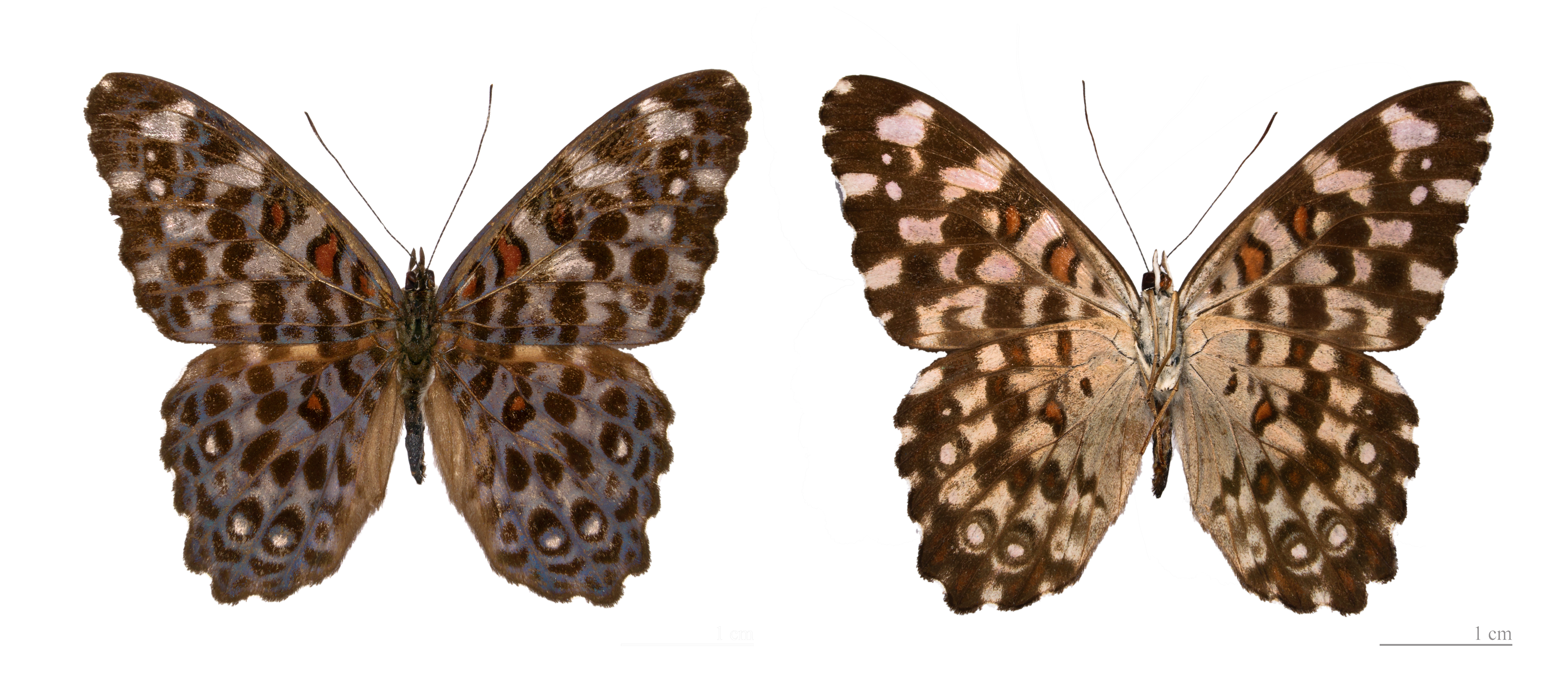
Hamadryas chloe
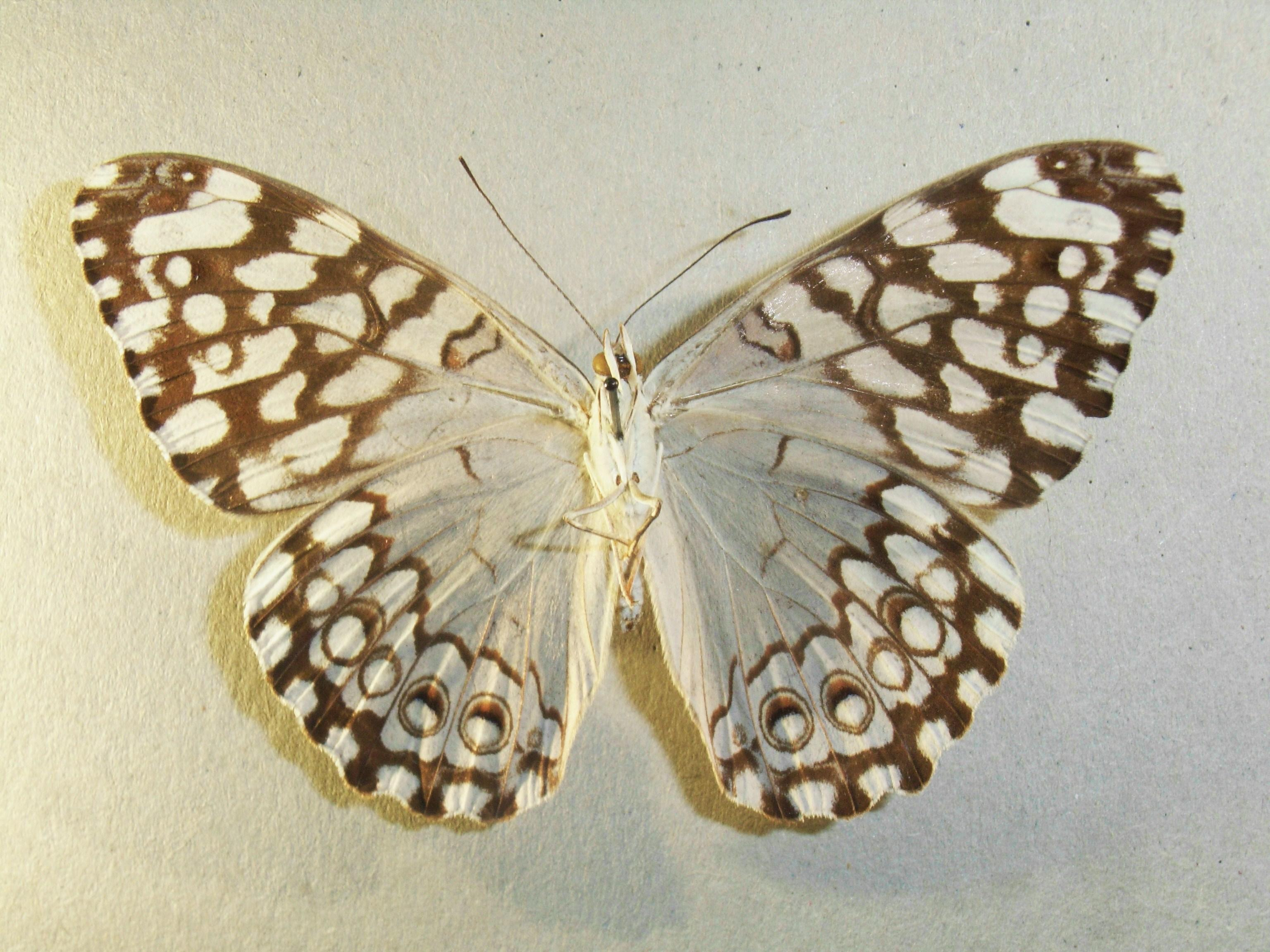
Hamadryas epinome
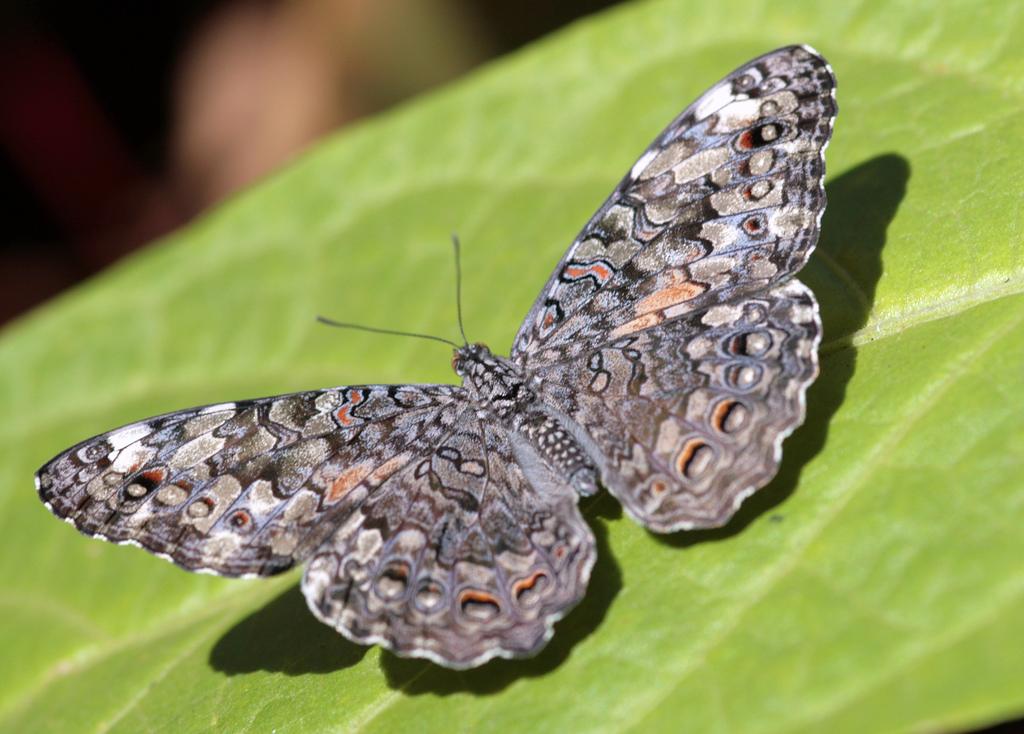
Hamadryas februa
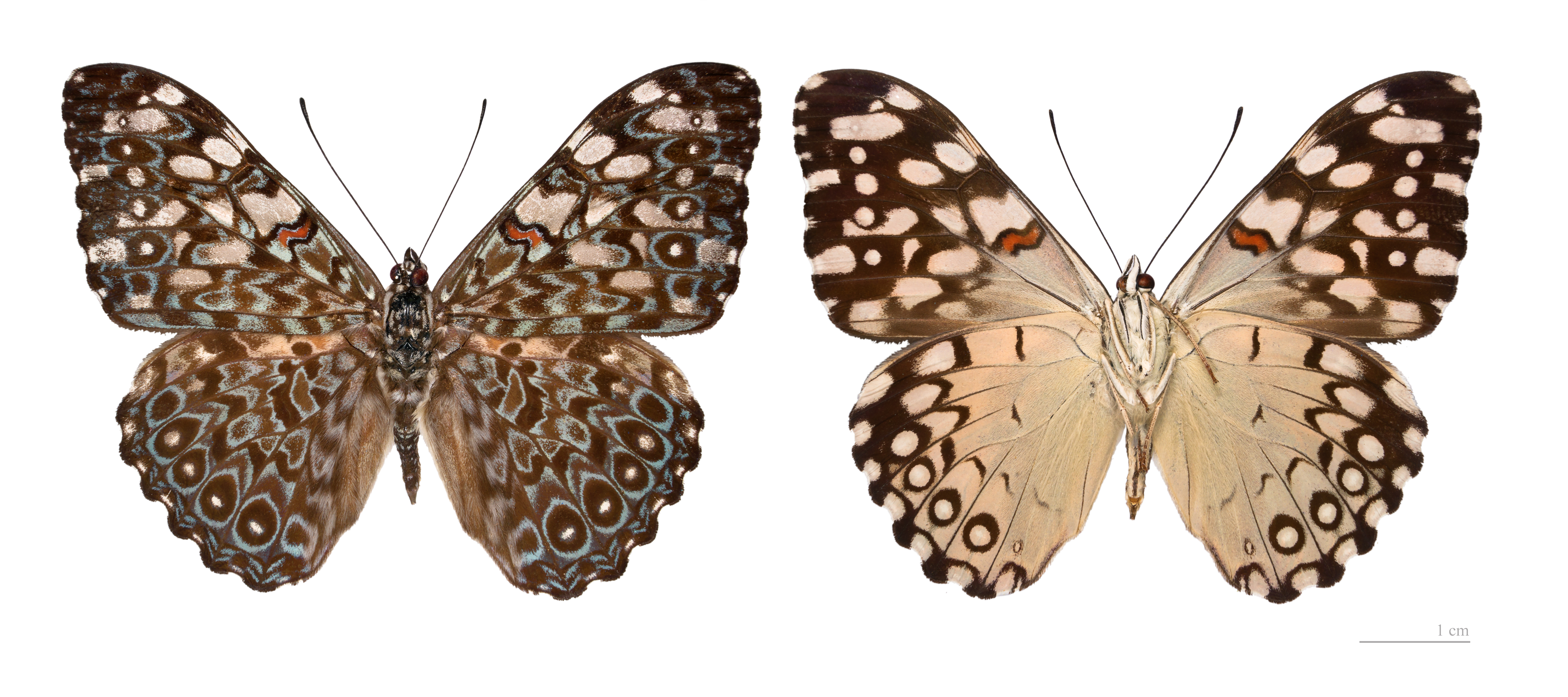
Hamadryas feronia
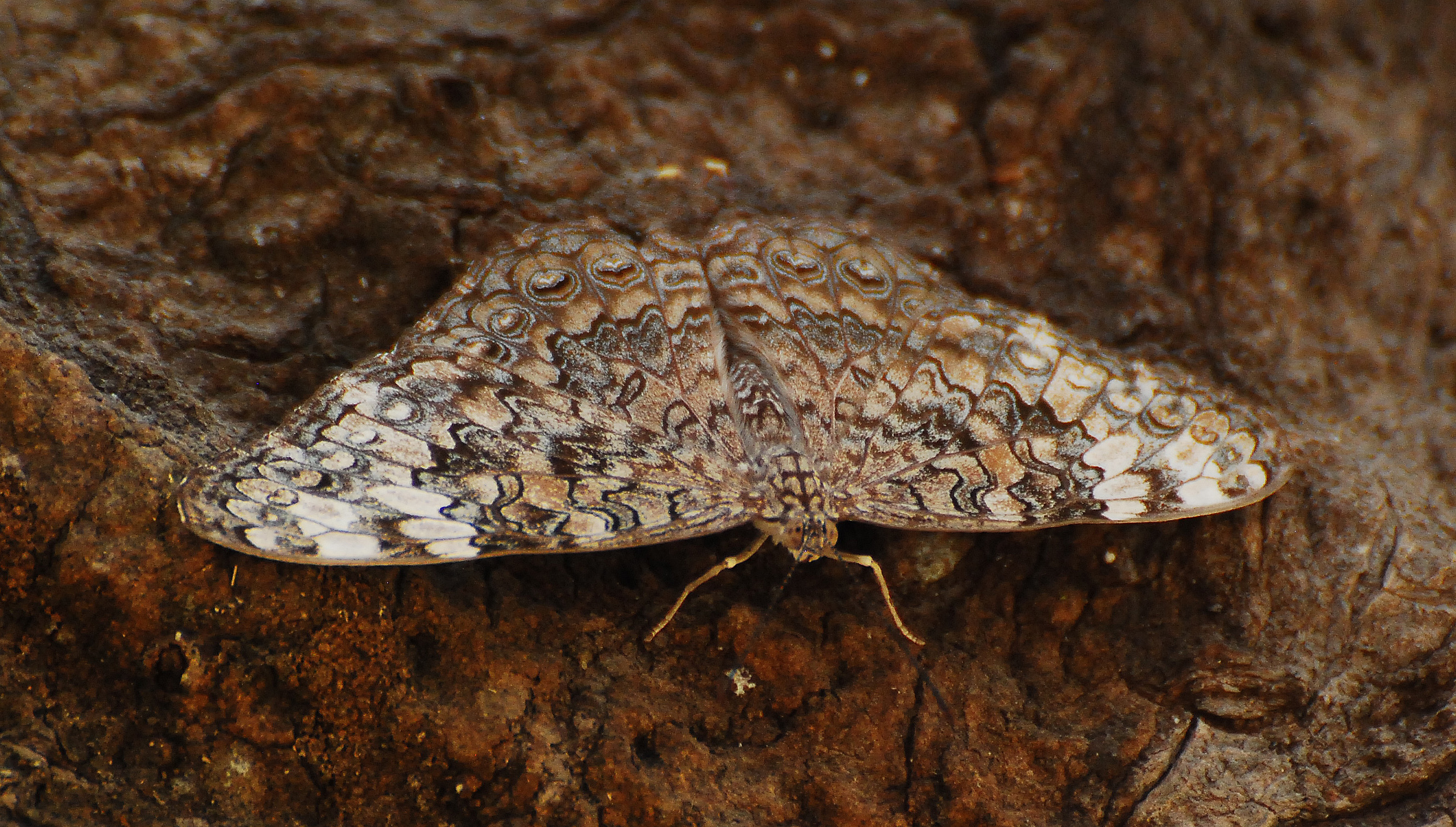
Hamadryas fornax
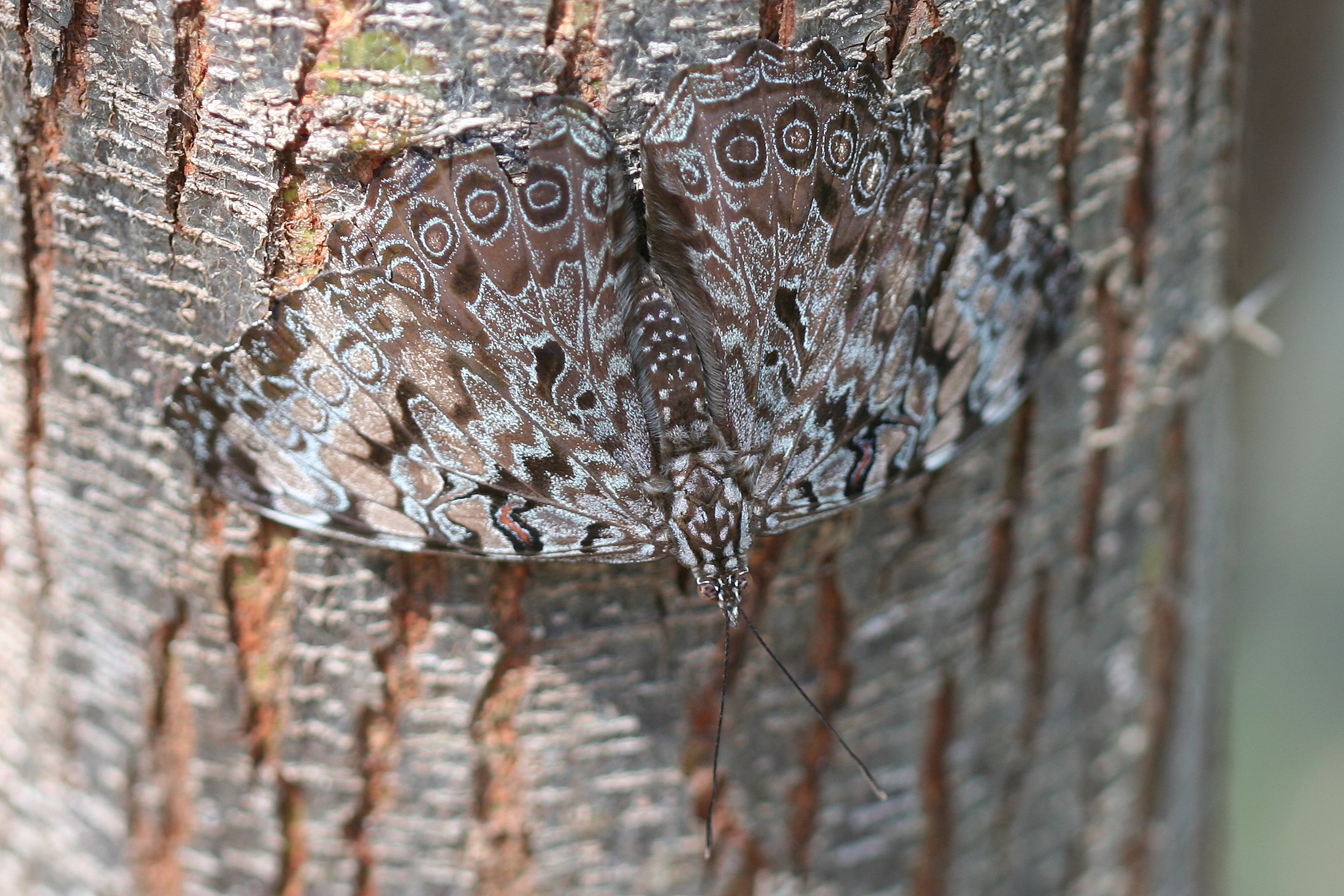
Hamadryas glauconome
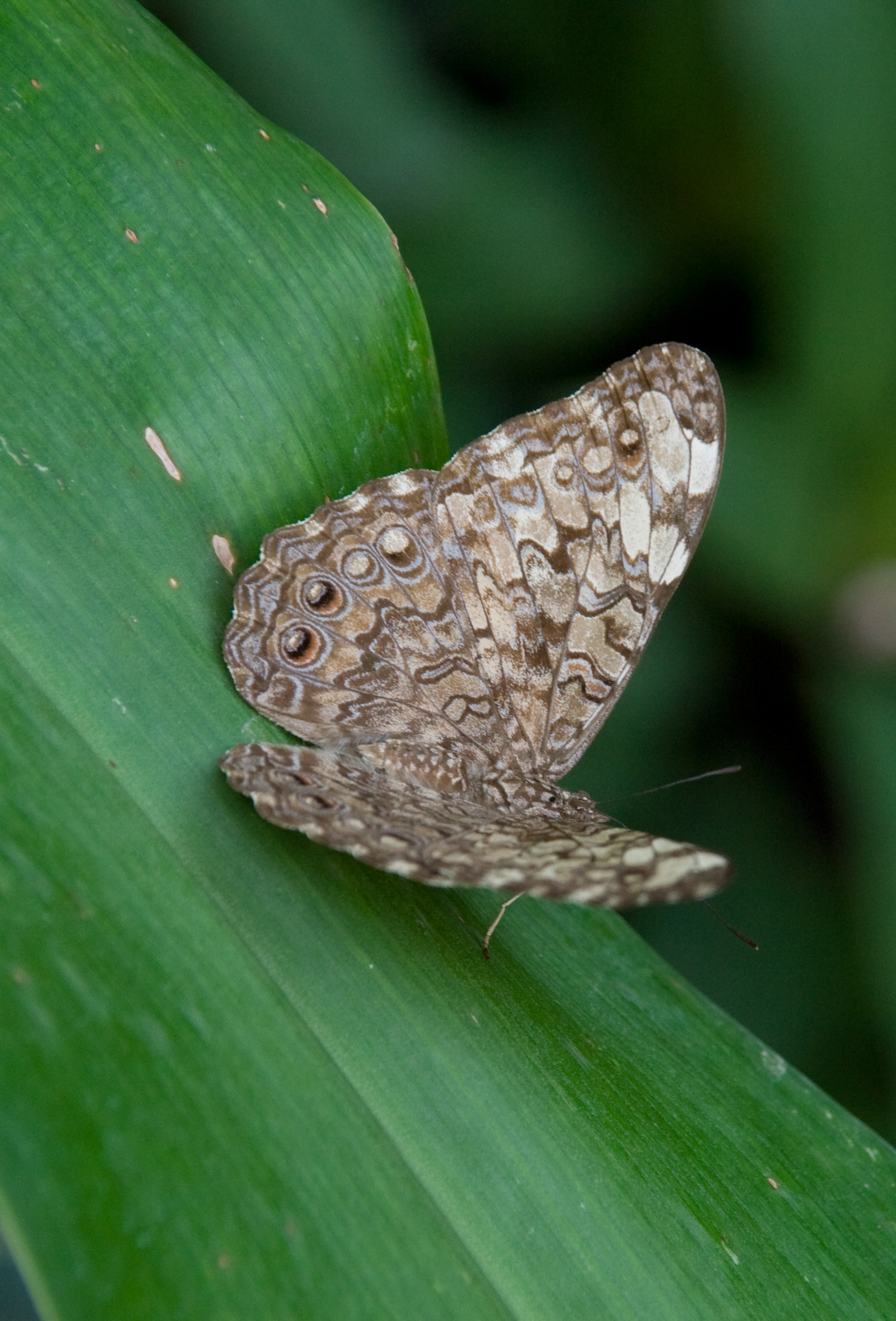
Hamadryas guatemalena
- Hamadryas honorina
- Hamadryas iphthime
- Hamadryas laodamia
- Hamadryas velutina

- Hamadryas amphinome
- Hamadryas arinome - MHNT
- Hamadryas chloe - MHNT
- Hamadryas epinome
- Hamadryas februa
- Hamadryas feronia - MHNT
- Hamadryas glauconome
- Hamadryas guatemalena
- Hamadryas velutina